# Biblioteca del Parlament de Catalunya

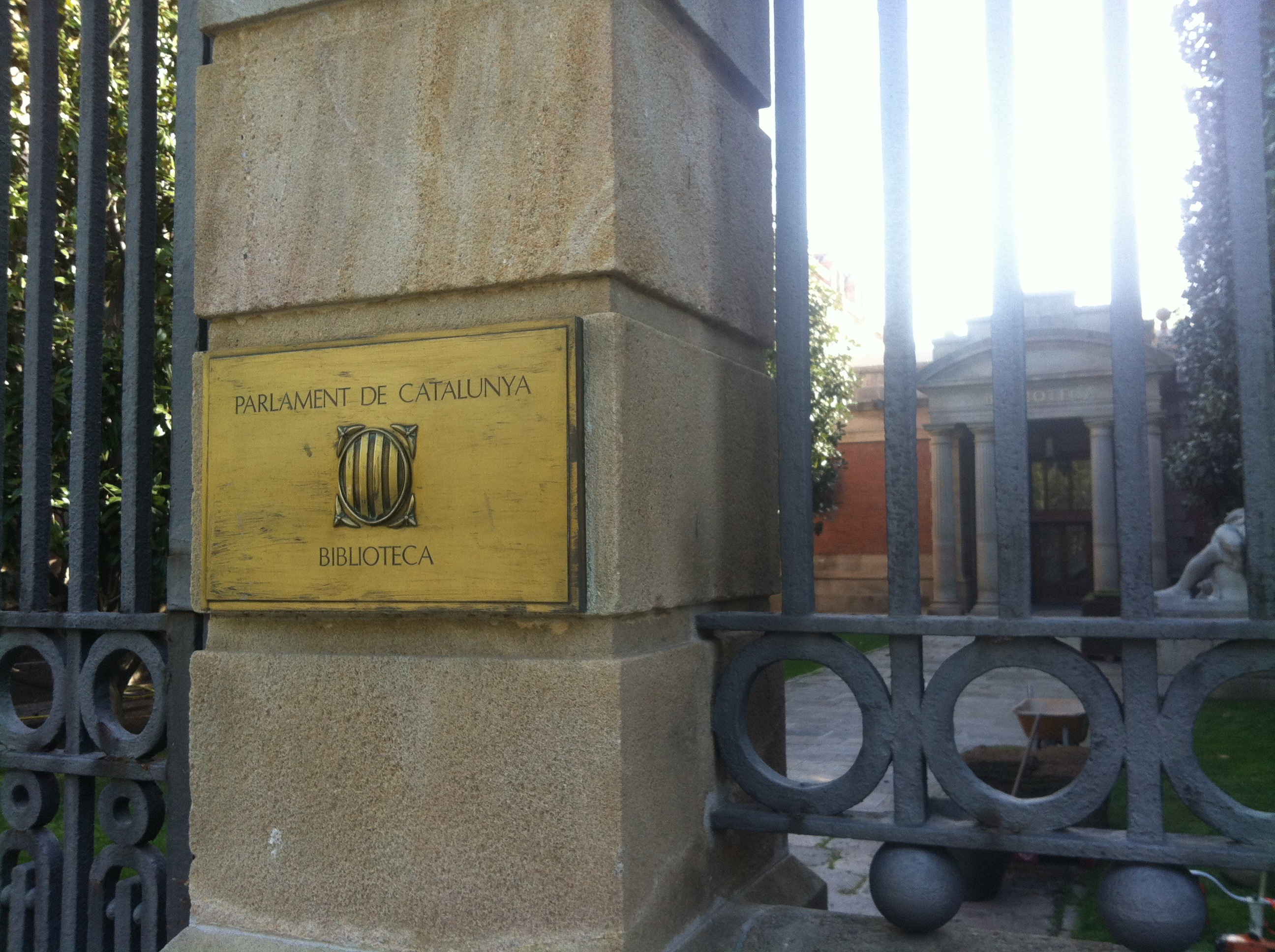
Biblioteca del Parlament de Catalunya

La Biblioteca del Parlament de Catalunya és una biblioteca parlamentària, inaugurada el 20 de desembre de 1984, que dona servei, principalment, a la comunitat parlamentària (Art. 19 dels Estatuts del règim i el govern interiors del Parlament de Catalunya). La Biblioteca forma part del Departament de Gestió Documental i Recursos d'Informació. La sala de la biblioteca es troba a la planta baixa de les dependències del Palau. Els usuaris externs poden accedir-hi, amb cita prèvia i identificació a l'entrada del Palau, per a consultes especialitzades.

## Fons documentals
El fons de la biblioteca està especialitzat en dret dret públic, específicament en dret parlamentari. Disposa, també, d'un fons de dret comunitari, de dret privat, de ciències socials, d'història de Catalunya i d'altres disciplines, en què el Parlament té capacitat de legislar.

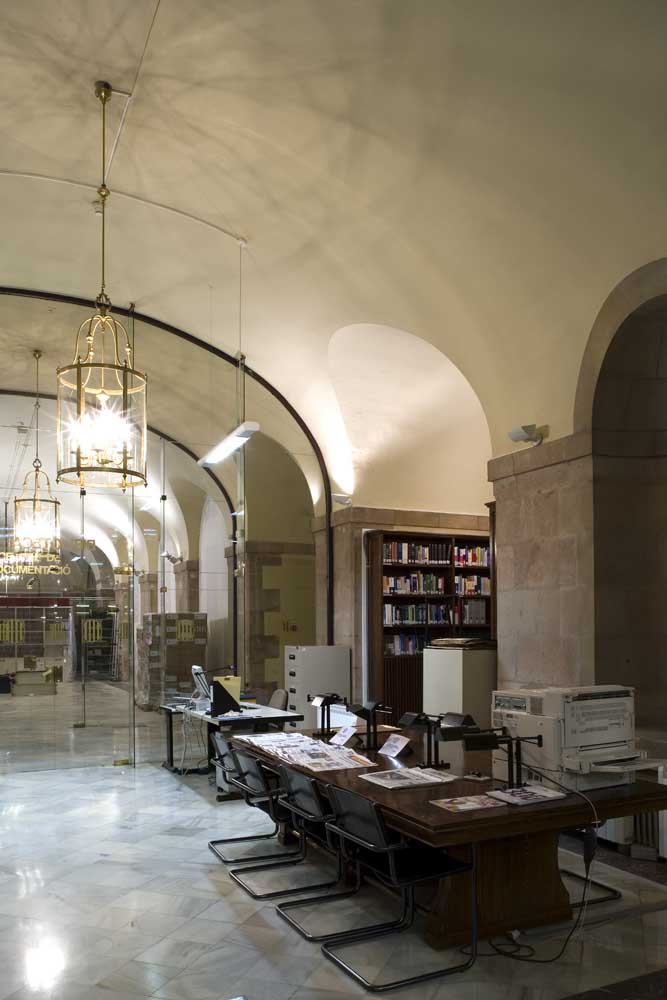
Sala de consulta de la Biblioteca del Parlament de Catalunya

El catàleg consta de gairebé 55.300 registres (2021), d'entre els quals cal destacar 250 títols de revistes en curs.
S'hi pot trobar tota mena de documents en qualsevol suport documental: 
- Obres de referència
- Monografies especialitzades en les matèries pròpies
- Revistes d'àmbit general i especialitzades
- Premsa local, nacional i internacional
- Publicacions oficials de l'Estat espanyol, de les Comunitats autònomes, de les províncies catalanes, i de la Unió Europea
- Repertoris de legislació i jurisprudència
- Publicacions de la Generalitat de Catalunya
- Bases de dades de sumaris de revistes, legislació i jurisprudència i altres.
- Fons especials: donació Fornas (Josep Fornas i Martínez) i donació Castellet (Josep Maria Castellet), documentació política i fons bibliogràfic dels diputats.[4]

### Donació Fornas
La Donació Fornas conté documentació sobre la història política de Catalunya d'ençà de la Primera República fins als anys de la postguerra franquista. Es compon de 6.691 llibres, 2.356 fullets, 300 cartells i 1.203 títols d'hemeroteca del segle xix, i constitueix un fons bibliogràfic de gran valor històric.

### Fons bibliogràfic dels diputats
El fons bibliogràfic dels diputats està format per obres escrites per diputats o que continguin la seva biografia.

### Programes i cartells electorals
Aquest fons recull els programes i cartells electorals dels partits amb representació parlamentària presentats a les eleccions al Parlament.

## Recursos documentals en línia
El Catàleg de la biblioteca, així com alguns dels productes que elabora, es poden consultar en línia a l'apartat de recursos documentals del portal parlamentari:
- Bibliografies temàtiques
- Butlletí de sumaris
- Cartells de la Col·lecció Fornas
- Dossiers legislatius
- Guies de recursos
- Dossiers temàtics

Cal destacar, també, la preparació d'espais de documentació temàtics associats a l'àmbit de treball de les comissions parlamentàries, com ara l'espai de documentació de la Comissió de Salut.

## Cooperació
La biblioteca participa i ha signat convenis de cooperació amb diverses biblioteques i projectes, com ara ARCA amb la digitalització del diari “La Publicitat”, BEGC, Biblioteca de l'ICAB per a optimitzar els recursos bibliogràfics i documentals entre ambdues institucions i, també, amb el CSUC, Memòria Digital de Catalunya (MDC), el Magatzem cooperatiu GEPA, Red Parlamenta i Dialnet.

### CSUC
Des de l'any 2015 el catàleg de la biblioteca està integrat al CCUC (Catàleg Col·lectiu de les Universitats Catalanes) i, també, ha signat els acords de préstec interbibliotecari.

### Red Parlamenta
Red Parlamenta és una xarxa de cooperació dels serveis documentals dels parlaments autonòmics de l'Estat espanyol.
La Biblioteca del Parlament de Catalunya va participar, l'octubre de l'any 2009, en la posada en marxa de la plataforma.

### Dialnet
Des de l'any 2012, mitjançant un conveni, participa en la base de dades de sumaris de Dialnet amb la introducció de sumaris de revistes d'àmbit parlamentari i de dret públic.

### MDC
Memòria Digital de Catalunya amb la càrrega dels fullets i fulls solts -també anomenats fulls volants- de la col·lecció Josep Fornas (s. XVIII-XX). </ref>

### GEPA
Magatzem cooperatiu GEPA amb l’enviament de monografies i revistes.</ref>

## Usuaris
- Comunitat parlamentària: parlamentaris, assessors i col·laboradors, serveis i òrgans
- Membres d'altres parlaments, institucions i organismes públics
- Investigadors autoritzats
- Mitjans de comunicació acreditats
- Ciutadania

Les demandes d'informació es poden fer arribar personalment, per telèfon, per fax, o correu electrònic.